# Nefoskop
Nefoskop (grč. νέφος: oblak) je sprava ili mjerni instrument za mjerenje smjera i brzine gibanja oblaka. Prije su se u tu svrhu rabili mehanički uređaji u obliku okomito postavljenih grablji (Bessonove grablje), a poslije su se upotrebljavala vodoravno postavljena zrcala s radijalnom podjelom na smjerove svijeta na kojima se pratila brzina gibanja dijela slike oblaka (takozvana ogledala za oblake ili Finemanovo ogledalo). Uvođenjem meteoroloških satelita, kojima se slika oblaka na različitim visinama dobiva svakih 15 ili 30 minuta i automatski se određuje brzina oblaka, upotreba nefoskopa praktički je napuštena.  Nefoskopi su uglavnom ravna ogledala, promjera dvadesetak centimetara, s ugraviranom podjelom na koncentrične krugove. Mjerenjem pomaka slike dijela oblaka od jednog do drugog kruga u ogledalu, ocjenjuje se ne samo smjer gibanja oblaka, već i njegova relativna brzina.

## Andrija Mohorovičić
Na osnovi doktorske disertacije O opažanju oblaka, te o dnevnom i godišnjem periodu oblaka u Bakru, Andrija Mohorovičić je bio godine 1893. promoviran za doktora filozofije na Zagrebačkom sveučilištu. U disertaciji je Mohorovičić utvrdio da se brzina i smjer gibanja oblaka mogu primijeniti kao osnovni kriterij na temelju kojeg se, u ono doba, moglo najsigurnije ispitati gibanje zraka u višim slojevima atmosfere. O tom gibanju ovisi trenutno stanje, ali i daljnji razvoj vremenske situacije. Kad je htio ostvariti te ideje, utvrdio je da mu nedostaju instrumenti za takva mjerenja. Pomogao si je na taj način da je konstruirao nefoskop, instrument kojim je mogao određivati brzinu i smjer gibanja oblaka. U svijetu je tada postojalo nekoliko vrsta nefoskopa, ali se originalnost Mohorovičićeve izvedbe ogledala u činjenici da je njegov instrument uz manje troškove izvedbe omogućavao točnost mjerenja veću nego ostali ondašnji instrumenti.